# Déesse-soleil d'Arinna

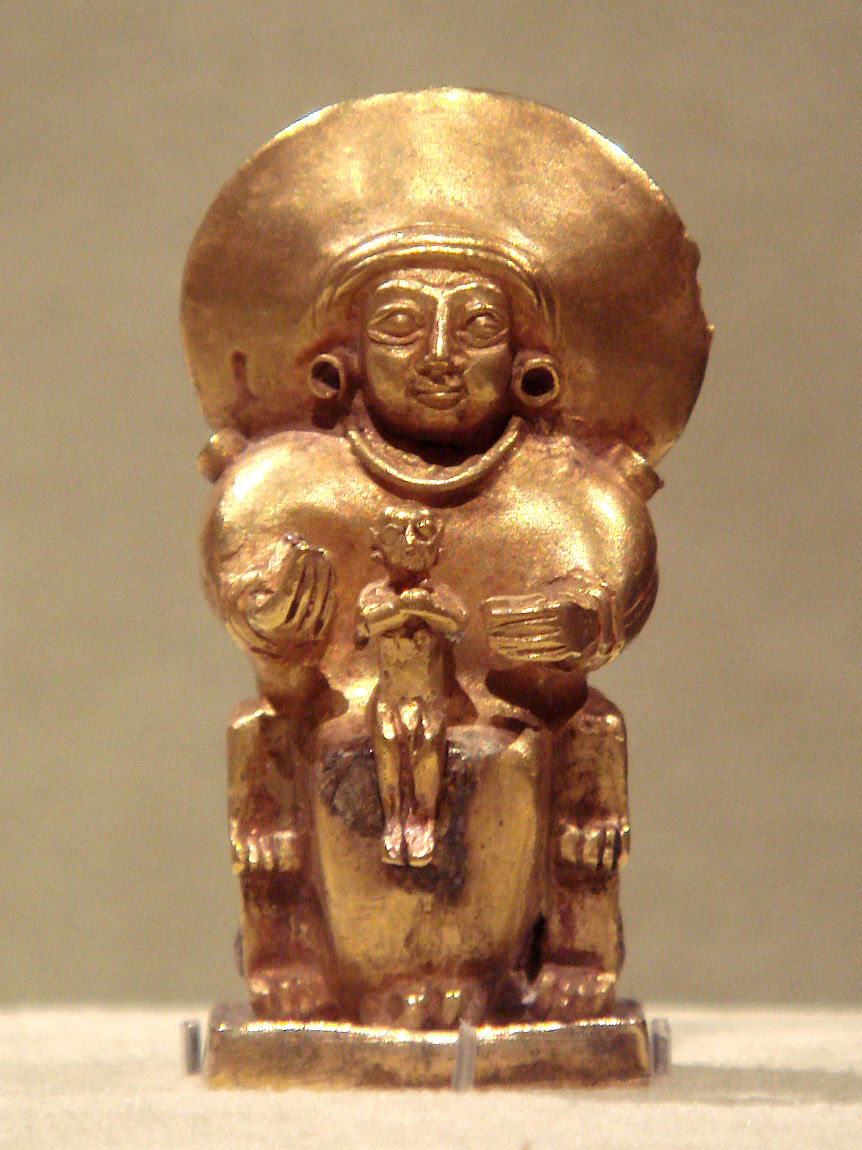
Représentation probable de la déesse-soleil d'Arinna tenant un enfant dans ses bras, -

La déesse-soleil d'Arinna est la déesse principale du panthéon hittite. Son nom en idéogrammes cunéiformes hittites est composé avec le symbole du soleil, suivi de celui de la ville d'Arinna, puis du symbole de la déesse. 

## Lieux de culte

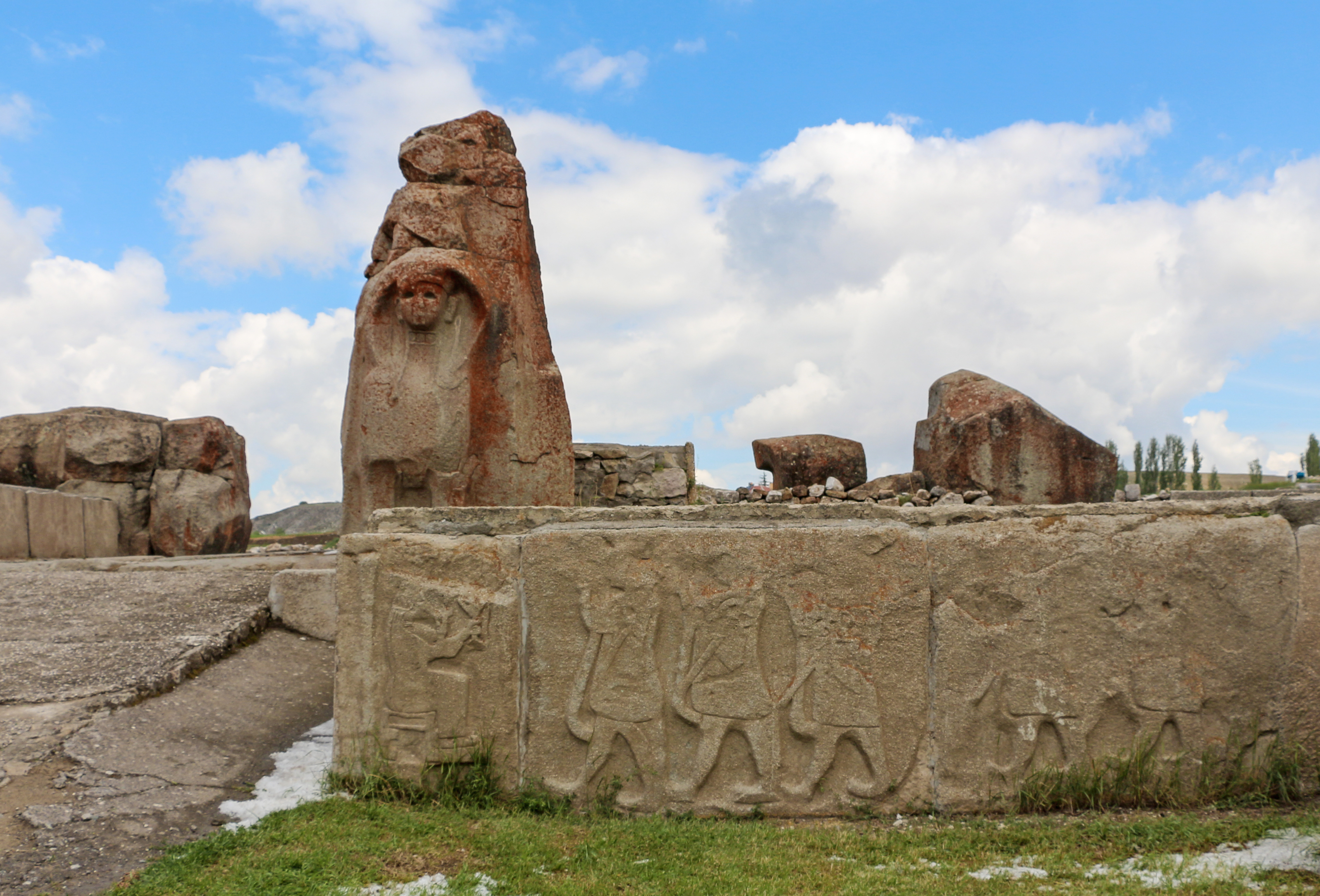
Bas-relief représentant la Déesse-soleil d'Arinna à Alacahöyük

La ville d'Arinna, le lieu de culte principal de cette déesse, n'a pas été retrouvée, mais elle se situe sans doute au cœur du pays hittite, le Hatti, et est sans doute déjà un lieu de culte hatti. C'est là qu'était situé le lieu de culte originel de la déesse. Une identification possible est le site d'Alacahöyük, où ont été retrouvés des bas-reliefs représentant des scènes de fêtes religieuses qui étaient peut-être consacrées à la déesse.
Son temple principal durant l'empire hittite se situait cependant dans la capitale, Hattusha. Il s'agissait du grand temple de la cité, situé dans la vieille ville, qu'elle partageait avec le dieu de l'Orage. Elle disposait peut-être d'un second temple dans la capitale, dans la citadelle (Büyükkale).

## Attributions
La notion de « soleil » ne réfère pas directement à une divinité solaire, mais est une notion hittite servant à marquer la transcendance d'une divinité ou d'un personnage, comme le roi, appelé « Soleil ». L'identification avec l'astre solaire reste cependant réelle, comme l'atteste le fait que dans le traité égypto-hittite signé entre Hattushili III et Ramsès II elle correspond à Rê. 

## Évolution et syncrétisme dans les religions anatoliennes
Appelée également Arinitti ou Arinnitti, le nom de cette déesse était sans doute Wurushemu en hatti, qui devient Urunzimu en hittite. Elle a vraisemblablement un caractère chtonien au départ, et ne devient céleste que sous l'Empire quand elle est assimilée à Hebat, divinité d'origine hourrite, parèdre du grand dieu de l'Orage.
La déesse-soleil d'Arinna est à l'époque hattie la parèdre du « dieu-soleil de la Terre », le dieu hatti Eshtan et hittite Ishtemu. Ce dernier est remplacé à la période impériale chez les Hittites par le dieu de l'Orage, divinité principale des panthéons anatoliens et syriens, Tarhu chez les Hittites et Teshub chez les Hourrites. Par assimilation, la déesse-soleil d'Arinna devient la parèdre du dieu de l'Orage lors de sa syncrétisation avec Hebat. Dans les textes hittites, elle garde cependant toujours la pré-éminence par rapport au dieu de l'Orage.
De son union avec le dieu de l'Orage, elle a plusieurs enfants : les dieux de l'Orage de Nerik et de Zippalanda, les déesses Mezzula et Hulla, ainsi que Télipinu, divinité agraire. Assimilée à Hebat, elle devient également la mère de Sarruma.

## Hommage
La déesse-soleil d'Arinna, sous le nom d' Arinitti, est l'une des 1 038 femmes dont le nom figure sur le socle de l'œuvre contemporaine The Dinner Party de Judy Chicago. Elle y est associée à la déesse Ishtar, troisième convive de l'aile I de la table. 